# Ras El Ma (Maroc)
Pour les articles homonymes, voir Ras El Ma.
Ras El Ma, Ras Kebdana, Cap-de-l'Eau (en espagnol : Cabo de Agua ) ou Kaboyawa (en berbère : ⴽⴰⴱⵓⵢⴰⵡⴰ) est une ville située dans la région du Rif, au nord-est du Maroc, Elle dépend administrativement de la province de Nador.

## Géographie
La région de Kebdana – Ras El Ma se situe à l’extrémité nord-est du Rif, dans la province de Nador. Elle constitue une zone de transition entre la Méditerranée, la vallée de la Moulouya et les plaines intérieures.

### Frontières naturelles:
- La tribu est délimitée par l’oued Moulouya à l’est, la mer Méditerranée au nord, la tribu des Oulad Settout au sud et les Qelâa (Iqeâlen) à l’ouest. Ces limites en font une véritable porte d’entrée orientale du Rif.

### Relief:
- Le territoire est marqué par une alternance de collines et de montagnes moyennes. L’un des sommets notables est Azrou ou Zaïo (934 m), dominant au nord la Méditerranée et au sud la plaine de Kert.  À l’extrême nord-est, on trouve un plateau sableux relativement peu élevé et densément peuplé.

### Plaines et zones fertiles:
- La plaine de Trifa et les environs des zones marécageuses, localement appelées ad-dair, offrent des terres agricoles plus productives, favorisant la culture céréalière et maraîchère.

### Climat et végétation:
- Le climat est méditerranéen semi-aride, caractérisé par des étés chauds et secs et des hivers doux et peu pluvieux. Les précipitations annuelles ne dépassent pas 300 mm, ce qui limite l’agriculture en sec. La végétation naturelle est dominée par des espèces résistantes à la sécheresse : armoise, fenouil marin, azir, genévrier, dom.

### Littoral et îles:
- La façade maritime de Kebdana sur la Méditerranée constitue un élément géographique majeur. Au large, se trouvent les îles Chafarinas, connues localement sous le nom de Taïzirt Ichfaren, ce qui signifie en amazigh « les îlots des voleurs »– une appellation qui fait référence aux épisodes de pillages et d’actes de piraterie qui y étaient autrefois associés. Historiquement rattachées à la tribu, ces îles furent occupées par l’Espagne en 1848. Elles représentent aujourd’hui un espace d’un grand intérêt écologique et archéologique, témoignant d’une présence humaine très ancienne.

## Nommer, c’est exister
Le nom Ras El Ma, que l’on retrouve dans plusieurs régions d’Afrique du Nord, est un toponyme arabe qui signifie littéralement « la tête de l’eau », autrement dit l’endroit où l’eau prend naissance, une source ou un début de cours d’eau. Cependant, dans les régions berbérophones, ce nom ne reflète pas vraiment la manière dont les Amazighs ont historiquement désigné ces lieux. En effet, les langues amazighes possèdent depuis toujours des mots précis pour parler de la tête, de l’eau ou d’une source. Par exemple, en rifain, le mot "azdjif" signifie tête, tandis que waman veut dire eau. Une traduction directe de Ras El Ma pourrait donc être Azdjif n waman, soit littéralement « la tête de l’eau ». Mais ce type de traduction reste mécanique et ne correspond pas forcément à la façon amazighe de nommer les lieux.
Traditionnellement, les Amazighs appellent une source d’eau "Tala", un mot partagé dans presque tous les dialectes amazighs, qu’il s’agisse du rifain, du kabyle, du tachelhit ou du tamazight du Moyen Atlas. Plutôt que de traduire mot à mot un nom arabe, les Amazighs préfèrent désigner un lieu par ce qu’il est réellement. Ainsi, un lieu nommé Ras El Ma pourrait ou devrait naturellement s’appeler "Tala" ou "Tala n waman", ce qui signifie directement « la source » ou « la source de l’eau ». Ce nom correspond non seulement à la réalité géographique du lieu, mais aussi à l’âme linguistique et culturelle de l’amazighité.
En redonnant aux lieux leurs noms amazighs authentiques, on ne se contente pas de traduire : on restaure un lien profond entre la langue, le territoire et l’histoire.

## Démographie
Le centre administratif (chef-lieu) de la commune est situé à Ras El Ma. Sa population s’élevait à environ 9 888 habitants en 2004, dont 5 356 habitants en milieu rural et 4 532 dans le centre de Ras El Ma . D’autres sources, fondées sur le recensement de 2014, indiquent 7 580 habitants. 

## Économie
L’économie traditionnelle de la région de Kebdana – Ras El Ma repose essentiellement sur les ressources offertes par son environnement naturel.

### Agriculture et élevage
- Le climat méditerranéen semi-aride limite les cultures pluviales, mais certaines zones fertiles, notamment dans la plaine de Trifa et autour des marais, permettent la culture de céréales, de légumes et d’arbres fruitiers adaptés à la sécheresse. L’élevage ovin et caprin constitue également une ressource économique pour les familles rurales.

### Pêche maritime
- La façade méditerranéenne représente une richesse majeure pour la population. La pêche artisanale a longtemps été l’une des activités centrales de la région, avec des communautés vivant directement de l’exploitation des ressources halieutiques locales.

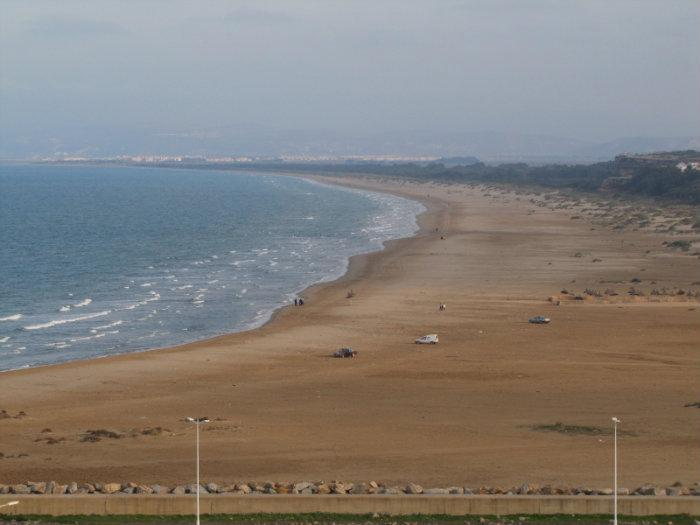
Panorama de la plage à Ras El Ma avec au loin les montagnes algériennes

### Sources
- (en) Ras El Ma sur le site de Falling Rain Genomics, Inc.